# Terry Farrell
Theresa Lee Farrell Grussendorf, detta Terry (Cedar Rapids, 19 novembre 1963), è un'attrice e modella statunitense.
È nota per aver interpretato il personaggio della trill Jadzia Dax nella serie televisiva Star Trek: Deep Space Nine, terza serie live action del franchise di fantascienza Star Trek

## Biografia
A 15 anni, dopo aver preso parte a un progetto studentesco di scambi culturali in Messico, decide di tentare la fortuna in una grande città. A 17 anni inizia la sua carriera come modella a New York dove arriva per un provino con l'agenzia Elite Model Management, firmando un contratto in esclusiva con la rivista Mademoiselle.
Nel 1983 inizia la sua carriera cinematografica con un piccolo ruolo nella pellicola Portfolio. Nel 1986 prende parte alla commedia A scuola con papà che ottiene un buon successo. Successivamente, partecipa a svariate serie televisive quali Ai confini della realtà, I Robinson e In viaggio nel tempo; recita inoltre come coprotagonista nella serie Becker.
Nel 1993 entra a far parte del cast fisso di Star Trek: Deep Space Nine, terza serie live-action del franchise di Star Trek, creato da Gene Roddenberry negli anni sesstanta con la serie classica, e seconda serie della fase The Next Generation, ambientata cento anni dopo la serie classica. Nella serie vi interpreta la trill Jadzia, ottavo ospite del simbionte Dax, comprarendo in un totale di 148 episodi, dalla prima alla sesta stagione, fino al 1998. Nel 2023 riprende il personaggio nella serie televisiva fanfiction Alone Together: A DS9 Companion. Presta inoltre la voce al personaggio anche in tre videogiochi di Star Trek. Torna nuovamente nel franchise nel 2015, prendendo parte al film fanfiction diretto da Tim Russ (il Tuvok di Star Trek: Voyager), Star Trek: Renegades, in cui impersona Jada.

## Vita privata
Terry Farrell vive a New York. È stata sposata dal 2002 al 2015 con l'attore Brian Baker, con cui ha avuto un figlio.
Nel 2018 Terry Farrell ha sposato Adam Nimoy, figlio di Leonard. Il matrimonio si è concluso nel 2022.

## Filmografia

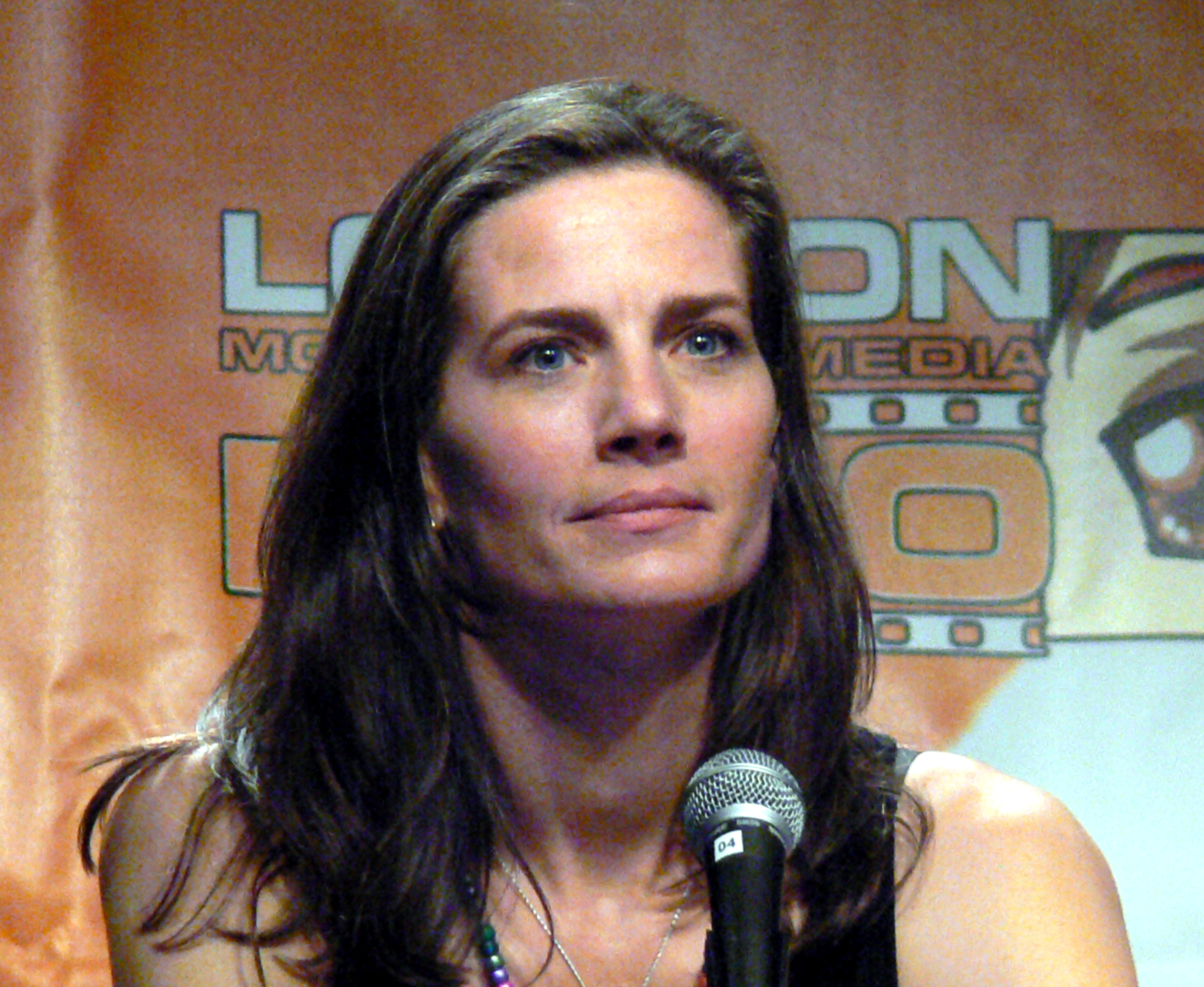
Terry Farrel alla London Expo dell'ottobre 2009

### Attrice

#### Cinema
- Portfolio, regia di Robert Guralnick (1983)
- A scuola con papà (Back to School), regia di Alan Metter (1986)
- Off the Mark, regia di Bill Berry (1987)
- Il falò delle vanità (The Bonfire of the Vanities), regia di Brian De Palma (1990)
- Hellraiser III (Hellraiser III: Hell on Earth), regia di Anthony Hickox (1992)
- Sole rosso sangue (Red Sun Rising), regia di Francis Megahy (1994)
- Le ragioni del cuore (Reasons of the Heart), regia di Rick Jacobson (1998)
- Deep Core 2000 (Deep Core), regia di Rodney McDonald (2000)
- Tripping the Rift, regia di Chris Moeller - cortometraggio (2000)
- Psychic Murders, regia di Malek Akkad - direct-to-video (2002)
- The Circuit, regia di Prince Bagdasarian, James Bird, Tim Gagliardo, Mike Phillips, Tim Russ e Manu Intiraymi (2019)

#### Televisione
- Il profumo del successo (Paper Dolls) - serie TV, 13 episodi (1984)
- Spencer - serie TV, episodio 1x05 (1984)
- I Robinson (The Cosby Show), serie TV - episodio 1x21 (1984)
- La signora di Beverly Hills (Beverly Hills Madam), regia di Harvey Hart - film TV (1986)
- Il mostro (The Deliberate Stranger), regia di Marvin J. Chomsky - miniserie TV (1986)
- Ai confini della realtà (The Twilight Zone) – serie TV, episodio 2x07 (1986)
- Casa Keaton (Family Ties) - serie TV, episodio 5x08 (1986)
- Mimi & Me, regia di Sam Weisman - film TV (1991)
- In viaggio nel tempo (Quantum Leap), serie TV, episodio 4x22 (1992)
- Grapevine, serie TV, episodio 1x05 (1992)
- Red Dwarf, regia di Jeff Melman - film TV (1992)
- Un amore per sempre (Star), regia di Michael Miller (1993)
- Star Trek: Deep Space Nine, serie TV, 148 episodi (1993-1998) - Jadzia Dax
- Legion, regia di Jon Hess - film TV (1998)
- Becker - serie TV, 94 episodi (1998-2004)
- Il vero amore di Dana (One True Love), regia di Lorraine Senna - film TV (2000)
- Crossing the Line, regia di Graeme Clifford - film TV (2002)
- Gleason, regia di Howard Deutch - film TV (2002)
- Detective Novak, indagine ad alta quota (Code 11-14), regia di Jean de Segonzac - film TV (2003)
- Star Trek: Renegades, regia di Tim Russ - webmovie (2015)
- Alone Together: A DS9 Companion - serie TV, 5 episodi (2023) - Jadzia Dax

### Doppiatrice

#### Videogiochi
- Star Trek: Deep Space Nine - Harbinger (1996)
- Treasure Quest, regia di Casey K. Sipes (1996)
- Star Trek: Deep Space Nine - The Fallen (2000)
- Elsie (2024)